# Staffelschwänze
Die Staffelschwänze (Maluridae), auch Australische Sänger genannt, sind eine in Australien und Neuguinea endemische Familie in der Ordnung der Sperlingsvögel (Passeriformes). Sie ähneln mit ihrer Kleinheit und ihren oft aufrecht gehaltenen Schwänzen ein wenig den Zaunkönigen, ohne näher mit diesen verwandt zu sein. 

## Merkmale
Staffelschwänze sind kleine bis sehr kleine Vögel mit ovalen, im Sitzen relativ aufrecht gehaltenen Körpern. Sie sind in verschiedenen Brauntönen gefärbt, Männchen der Gattung Malurus zeigen oft auffallende blaue oder rote Tönungen. Auch die Männchen der übrigen Gattungen sind kräftiger gefärbt. Die Flügel sind kurz und abgerundet, der Schwanz ist lang und wird oft aufrecht gehalten. Der Kopf ist mittelgroß bis groß, der Hals ist dick. Beine und Füße sind zart, die Beine mittellang bis lang, die Füße sind eher klein.

## Lebensraum und Lebensweise
Staffelschwänze kommen in verschiedenen Habitaten vor, von verbuschten Halbwüsten bis Regenwälder. Sie ernähren sich vor allem von Insekten, nur bei den Grasschlüpfern (Amytornis) können auch Sämereien und Früchte einen bedeutenden Anteil an ihrer Ernährung ausmachen, wenn Insekten knapp sind. Australische Sänger brüten in kleinen Gruppen, die aus einem dominierenden Männchen und mehreren weiteren Männchen und Weibchen bestehen. Die meisten Arten errichten ein Kugelnest andere ein offenes Nest. Die Nester werden in der Regel in der Nähe des Erdbodens gebaut. Ein Gelege besteht aus 2 bis 4 Eiern. Nestbau und Brutgeschäft sind Angelegenheit der Weibchen. Nach dem Schlupf der Jungvögel nach 12 bis 17 Tagen beteiligen sich die Männchen aber an der Fütterung der Jungen. Diese verlassen das Nest nach 10 bis 15 Tagen und werden ca. 10 weitere Tage von den Eltern gefüttert.

## Systematik
Wie bei so vielen australischen Arten wurden auch die Maluridae früher oft irrtümlich in bekannte Familien eingegliedert. So wurden sie den Fliegenschnäppern, Grasmückenartigen und den Timalien zugeordnet. Erst Ende der 1960er-Jahre wurde die nahe Verwandtschaft der drei Gattungen erkannt und 1975 die Familie von australischen Wissenschaftlern eingeführt. Durch die Fortschritte in der DNA-Analyse Ende des zwanzigsten Jahrhunderts konnte die Systematik weiter aufgehellt werden: Heute werden die australischen Sänger als nahe Verwandte der Honigfresser, Panthervögel und der Südseegrasmücken angesehen. Innerhalb der Maluridae lassen sich zwei Kladen unterscheiden, die Grasschlüpfer (Gattung Amytornis, Unterfamilie Amytorniithinae) und die übrigen Gattungen, die zusammen die Unterfamilie Malurinae bilden.

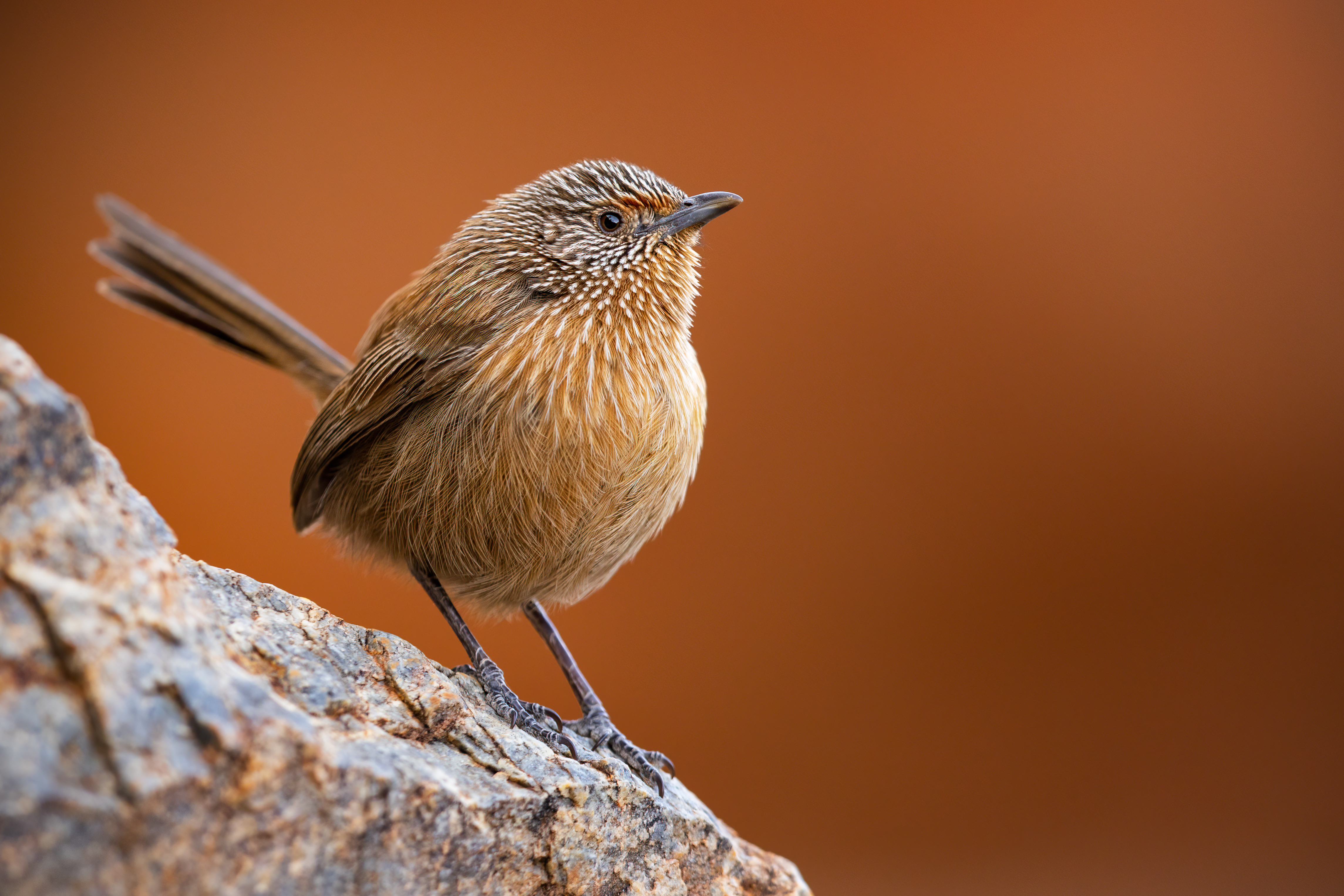
Zimtgrasschlüpfer (Amytornis purnelli)

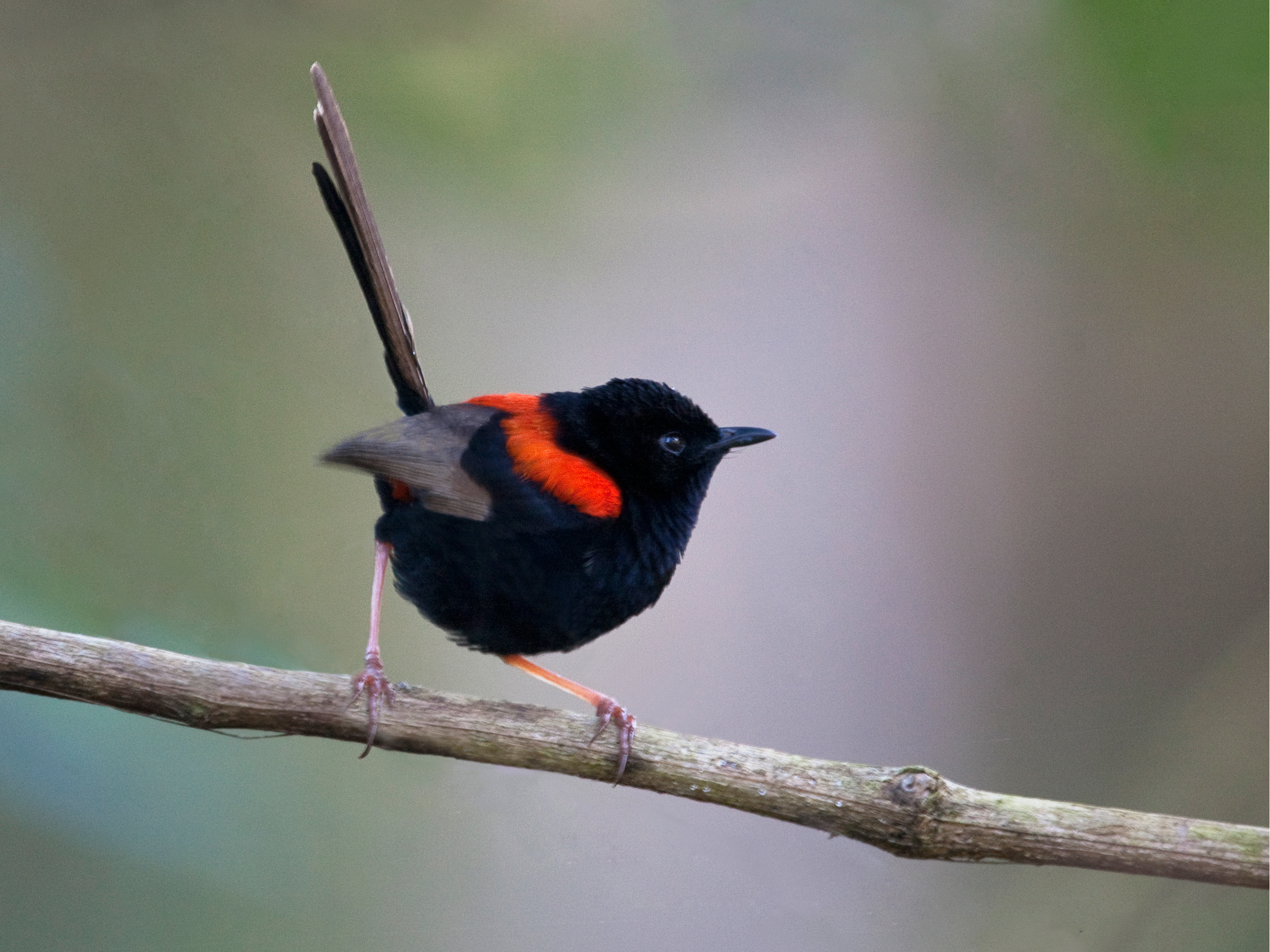
Rotrücken-Staffelschwanz (Malurus melanocephalus), Männchen

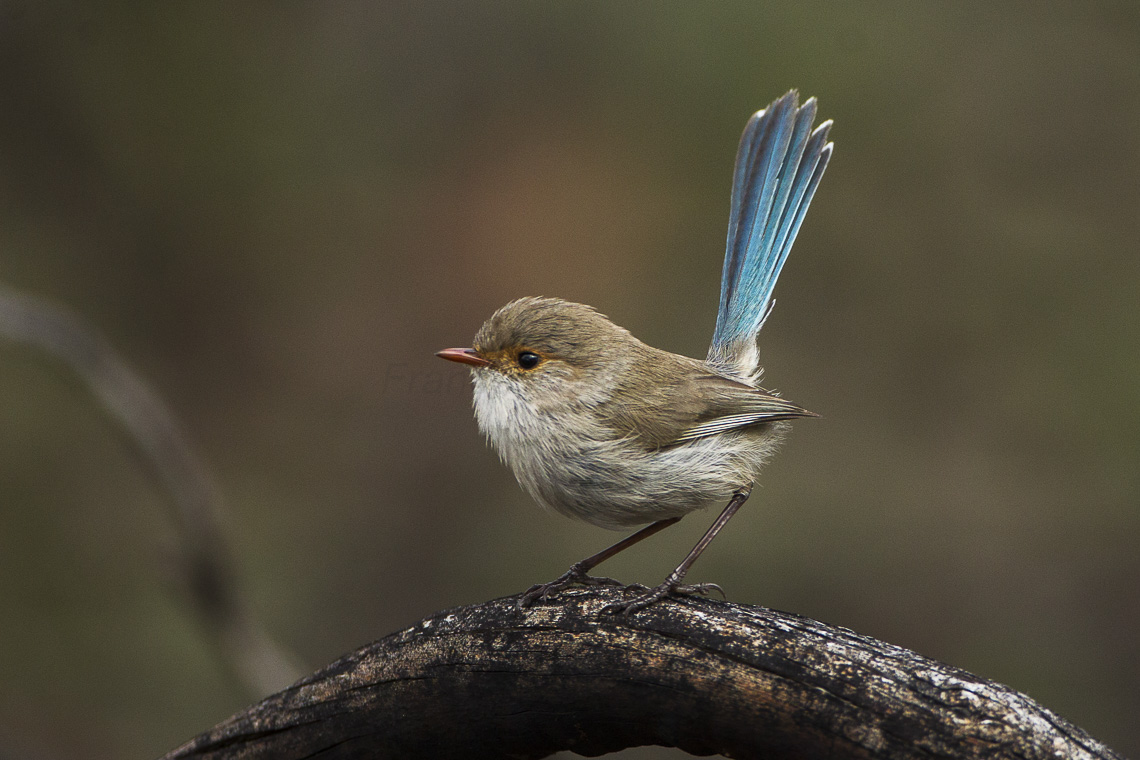
Türkisstaffelschwanz (Malurus splendens), Weibchen

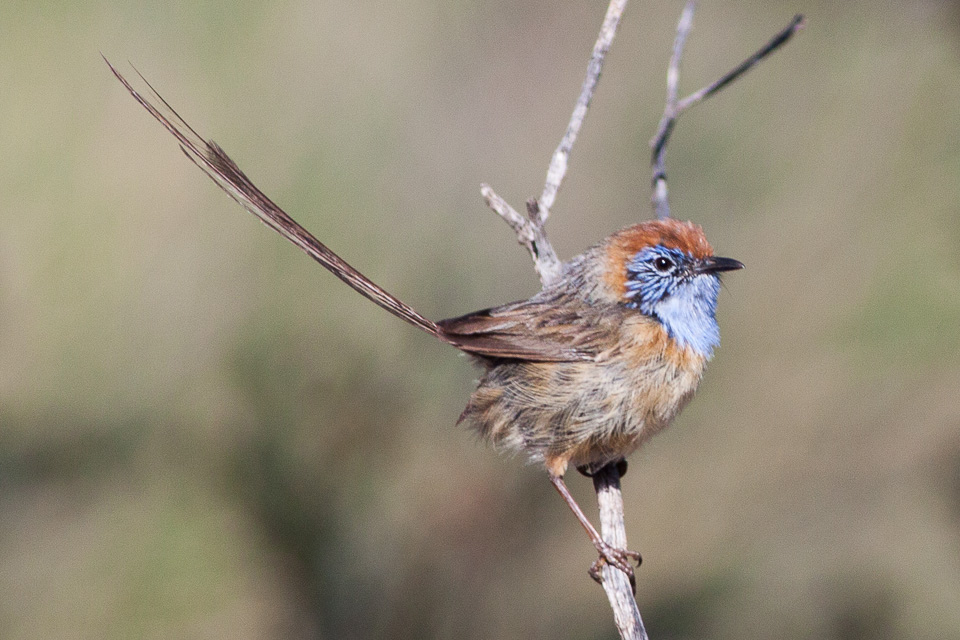
Malleeborstenschwanz (Stipiturus mallee)

## Gattungen und Arten
Zur Familie gehören 27 Arten.
- Unterfamilie Amytornithinae
  - Grasschlüpfer (Amytornis)
    - Kalkadoon-Grasschlüpfer (Amytornis ballarae)
    - Brauengrasschlüpfer (Amytornis barbatus)
    - Carpentariagrasschlüpfer (Amytornis dorotheae)
    - Eyregrasschlüpfer (Amytornis goyderi)
    - Schwarzkehl-Grasschlüpfer (Amytornis housei)
    - Kurzschwanz-Grasschlüpfer (Amytornis merrotsyi)
    - Zimtgrasschlüpfer (Amytornis purnelli)
    - Streifengrasschlüpfer (Amytornis striatus)
    - Dickschnabel-Grasschlüpfer (Amytornis modestus)
    - Strichelgrasschlüpfer (Amytornis textilis)
    - Weißkehl-Grasschlüpfer (Amytornis woodwardi)
- Unterfamilie Malurinae
  - Chenorhamphus
    - Breitschnabel-Staffelschwanz (Chenorhamphus grayi)

  - Clytomyias
    - Rotkopf-Staffelschwanz (Clytomyias insignis)

  - Malurus
    - Weißschulter-Staffelschwanz (Malurus alboscapulatus)
    - Schmuckstaffelschwanz (Malurus amabilis)
    - Purpurkopf-Staffelschwanz (Malurus coronatus)
    - Kaiserstaffelschwanz (Malurus cyanocephalus)
    - Prachtstaffelschwanz (Malurus cyaneus)
    - Silberkopf-Staffelschwanz (Malurus elegans)
    - Weißbauch-Staffelschwanz (Malurus lamberti)
    - Weißflügel-Staffelschwanz (Malurus leucopterus)
    - Rotrücken-Staffelschwanz (Malurus melanocephalus)
    - Blaubrust-Staffelschwanz (Malurus pulcherrimus)
    - Türkisstaffelschwanz (Malurus splendens)

  - Sipodotus
    - Rostnacken-Staffelschwanz (Sipodotus wallacii)

  - Borstenschwänze (Stipiturus)
    - Rotstirn-Borstenschwanz (Stipiturus malachurus)
    - Malleeborstenschwanz (Stipiturus mallee)
    - Rotscheitel-Borstenschwanz (Stipiturus ruficeps)

## Belege
1. 1 2 3 4  David W. Winkler, Shawn M. Billerman, Irby J. Lovette: Bird Families of the World - An Invitation to the Spectacular Diversity of Birds. Lynx Edicions and the Cornell Lab of Ornithology, 2015, ISBN 978-84-941892-0-3. Seite 325 u. 326.
2. ↑  Janet L.Gardner, John W.H.Trueman, Daniel Ebert, Leo Joseph und Robert D. Magratha: Phylogeny and evolution of the Meliphagoidea, the largest radiation of Australasian songbirds. In: Molecular Phylogenetics and Evolution. Juni 2010, doi:10.1016/j.ympev.2010.02.005, PMID 20152917.